# Undercurrent
Undercurrent is een Amerikaanse film noir uit 1946 onder regie van Vincente Minnelli. Destijds werd de film uitgebracht onder de titel Verborgen stroming.

## Verhaal
Ann Hamilton ontmoet de beroemde uitvinder Alan Garroway. Ze trouwen en het stel vertrekt naar Washington. Anne beweegt zich binnen de fine fleur van de Amerikaanse hoofdstad, maar ze voelt zich daar niet op haar gemak. Het koppel verhuist naar Virginia. Daar ontdekt Ann dat haar man nog een broer heeft.

## Rolverdeling
| Acteur             | Personage               |
| ------------------ | ----------------------- |
| Katharine Hepburn  | Ann Hamilton            |
| Robert Taylor      | Alan Garroway           |
| Robert Mitchum     | Michael Garroway        |
| Edmund Gwenn       | Professor Dink Hamilton |
| Marjorie Main      | Lucy                    |
| Jayne Meadows      | Sylvia Lea Burton       |
| Clinton Sundberg   | Mijnheer Warmsley       |
| Dan Tobin          | Professor Joseph Bangs  |
| Kathryn Card       | Mevrouw Foster          |
| Leigh Whipper      | George                  |
| Charles Trowbridge | Justice Putnam          |
| James Westerfield  | Henry Gilson            |
| Billy McClain      | Oom Ben                 |